# Narnia: Løven, heksen og garderobeskabet (film)
 For alternative betydninger, se Narnia (flertydig). (Se også artikler, som begynder med Narnia)
Narnia: Løven, heksen og garderobeskabet (The Chronicles of Narnia: The Lion, the Witch and the Wardrobe) er en amerikansk spillefilm fra 2005, instrueret af Andrew Adamson. Filmen er baseret på romanen Løven, heksen og garderobeskabet af C.S. Lewis.

## Handling
I C.S. Lewis' tidløse eventyr møder vi de fire Pevensie-søskende Lucy, Edmund, Susan og Peter. Historien foregår i England under 2. Verdenskrig, hvor de fire børn kommer til landet Narnia, da de går igennem et magisk klædeskab, som de finder, da de leger gemmeleg på en mystisk professors gods. I det engang så fredelige Narnia møder der børnene et charmerende land, hvor der bor talende dyr, dværge, skovguder, kentaurer og kæmper. Men den onde, hvide heks Jadis har kastet en forbandelse over landet, som hun har indhyllet i evig vinter. Med hjælp fra den ædle og gådefulde hersker, den imponerende løve Aslan, tager børnene kampen op mod Jadis i et imponerende slag, som for altid skal befri Narnia fra hendes iskolde jerngreb. 

## Rolleliste
| Rolle             | Skuespiller           | Dansk Dubbing         |
| ----------------- | --------------------- | --------------------- |
| Susan Pevensie    | Anna Popplewell       | Amalie Dollerup       |
| Peter Pevensie    | William Peter Moseley | Jasper Spanning       |
| Lucy Pevensie     | Georgie Henley        | Tillie Bech           |
| Edmund Pevensie   | Skandar Keynes        | Christoffer Lund Skov |
| Den hvide heks    | Tilda Swinton         | Maibritt Saerens      |
| Hr. Tumnus        | James McAvoy          | Caspar Phillipson     |
| Aslan             | Liam Neeson           | Jesper Lohmann        |
| Professor Kirke   | Jim Broadbent         | Paul Hüttel           |
| Ginarrbrik        | Kiran Shah            | Tonny Lambert         |
| Julemanden        | James Cosmo           | Jørgen Teytaud        |
| Mrs. Pevensie     | Judy McIntosh         | Anette Støvelbæk      |
| Mrs. MacReady     | Elizabeth Hawthorne   | Solbjørg Højfeldt     |
| Dreng på toget    | Brandon Cook          |                       |
| Pige på toget     | Cassie Cook           |                       |
| Togkonduktør      | Morris Lupton         |                       |
| Soldat            | Jazin Hall            |                       |
| Tysk pilot        | Terry Murdoch         |                       |
| Grøn Dryade       | Katrina Browne        |                       |
| Kæmpen Rumlebumle | Lee Tuson             |                       |

## Priser og nomineringer

### Oscaruddelingen 2006
Legenden om Narnia blev nomineret til 3 Oscar-priser, bedste lyd, bedste visuelle effekter og bedste sminke. Under prisuddelingen vandt filmen prisen for bedste sminke.